# Kenny Walker
Kenneth „Kenny” „Sky” Walker (ur. 18 sierpnia 1964 w Robercie) – amerykański koszykarz, występujący na pozycji skrzydłowego.
W 1982 wystąpił w meczu gwiazd amerykańskich szkół średnich – McDonald’s All-American. Został też wybrany najlepszym zawodnikiem amerykańskich szkół średnich stanu Georgia (Georgia Mr. Basketball). Został także zaliczony do III składu Parade All-American.
Absolwent uniwersytetu Kentucky. Uczestnik draftu NBA 1986, w którym został wybrany z 5 numerem przez New York Knicks. W 1991 został zwolniony Knicks. Po dwóch latach spędzonych jako wolny gracz, podpisał kontrakt z Washington Bullets.
Zwycięzca konkursu wsadów NBA, podczas meczu gwiazd 1989.

## Osiągnięcia
Na podstawie, o ile nie zaznaczono inaczej.
NCAA
- Uczestnik:
  - NCAA Final Four (1984)
  - Elite 8 turnieju NCAA (1983, 1984, 1986)
  - Sweet 16 turnieju NCAA (1983–1986)
- Mistrz:
  - turnieju konferencji Southeastern (SEC – 1984, 1986)
  - sezonu zasadniczego konferencji SEC (1983, 1984, 1986)
- 2-krotny zawodnik roku konferencji SEC (1985, 1986)[3]
- Wybrany do:
  - I składu All-American (1986)[4]
  - II składu All-American (1985)[4]

NBA
- Zwycięzca konkursu wsadów podczas NBA All-Star Weekend (1989)[5]
- Uczestnik konkursu wsadów NBA (1989, 1990)

Inne
- Zwycięzca konkursu wsadów ligi ACB (1992)
- Zaliczony do JBL Best5 (1996)

Reprezentacja
- Mistrz świata U-19 (1983)[6]